# Johann Fritz Westermann
Johann Fritz Westermann (* 29. Juli 1889 in Düsseldorf; † nach 1965) war ein deutscher Landschaftsmaler der Düsseldorfer Schule.

## Leben
Westermann lebte als Landschaftsmaler in München. Dort war er in den Jahren 1938 bis 1943 mit Werken auf der Großen Deutschen Kunstausstellung vertreten.